# Formula Shellsport
La Formula Shellsport era una competizione automobilistica disputata nel 1976 e nel 1977 in Regno Unito, in sostituzione del tradizionale campionato di Formula 5000. Vi partecipavano, oltre che  vetture di Formula 5000, anche monoposto di Formula 1, Formula 2 e Formula Atlantic.  Di fatto venne sostituita dalla Formula Aurora.

## Sistema di punteggio
Premiava i primi dieci piloti giunti al traguardo: il primo otteneva 20 punti, 15 il secondo, 12 il terzo, 10 il quarto, 8 il quinto, 6 il sesto, 4 il settimo, 3 l'ottavo, 2 il nono e 1 il decimo; venivano inoltre attribuiti 2 punti anche al pilota che avesse fatto segnare il giro più veloce in gara.

## Albo d'oro
- 1976 - David Purley ( Regno Unito) - Chevron B30 Cosworth
- 1977 - Tony Trimmer ( Regno Unito) - Surtees TS19 Cosworth